# 老头沟镇
老头沟镇，是中华人民共和国吉林省延边朝鲜族自治州龙井市下辖的一个乡镇级行政单位。

## 行政区划
老头沟镇下辖以下地区：
天宝社区、烽火社区、元宝社区、铜佛社区、宝兴村、太阳村、桃源村、龙水村、大箕村、廉明村、官船村、新成村、奋斗村、老西村、勇进村、大马村、鹰岩村、铜佛村、铜心村、铜尚村、铜西村、永胜村、泗水村、文化村、细鳞村和水北村。